# Hikashop
Hikashop – e-commercowy dodatek open source dla Joomli. Został opublikowany 20 września 2010. Na platformie dodatków do Joomli szybko uzyskał dużo lepsze oceny niż jego główny konkurent Virtuemart.
Hikashop został napisany przez zespół Hikari Software Team.
Na oficjalnej platformie Joomla Extensions można pobrać 50 różnych dodatków do Hikashop.

## Płatności
Pod Hikashop łatwo podpiąć polskie systemy płatności:
- przelewy24[2]
- dotpay[3]
- PayU[4]